# Чизлхерст

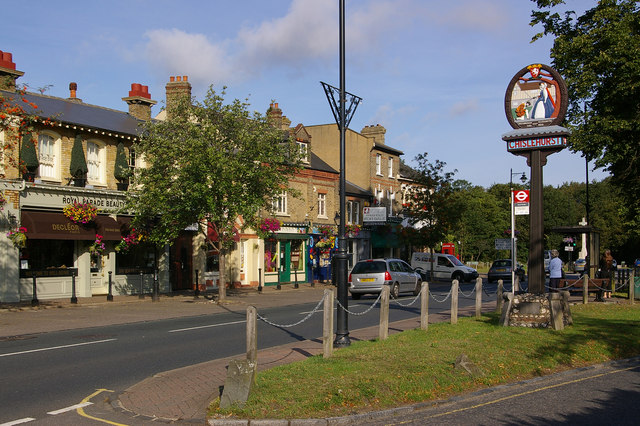
Чизлхерст

Чи́злхерст (англ. Chislehurst, /ˈtʃɪzəlˈhɜrst/) — пригород юго-восточного Лондона, Англия, и избирательный округ лондонского района Бромли. Находится в 10,5 милях (16,9 км) к юго-востоку от Чаринг-Кросс.

## История
В XIX веке — это город английского графства Кент, в 15 км от Лондона. В семидесятых годах там жил Наполеон III со своей семьёй в так называемом Кемден-хаусе (бывшем доме историка Уильяма Кемдена). Императрица Евгения прибыла в Чизлхерст 22 сентября 1870 г., а после заключения Версальского прелиминарного договора туда из Вильгельмсхёэ переселился и Наполеон III. Он провёл там остаток жизни и умер после операции дробления камней почек 9 января 1873 г.
До 1880 года Чизлхерст был главным центром французской бонапартистской партии; в 1874 году там состоялось торжественное объявление совершеннолетия принца Луи-Наполеона. В 1888 году оттуда были перенесены в мавзолей в Фарнборо останки Наполеона III и его сына.